# Microsoft Windows idővonal
Ez a cikk időrendben mutatja be a Microsoft Windows operációs rendszereinek történetét 1985-től napjainkig.

## Asztali verziók
| Név                       | Kódnév                      | Kiadás dátuma        | Bit verzió | Verziók                | Kiadások | Build szám | Támogatás vége     |
| ------------------------- | --------------------------- | -------------------- | ---------- | ---------------------- | --- | ---------- | ------------------ |
| Windows 1.0               | Interface Manager           | 1985. november 20.   | 16         | 1.01, 1.02, 1.03, 1.04 | N/A | N/A        | 2001. december 31. |
| Windows 2.0               | N/A                         | 1987. december 9.    | 16         | 2.01, 2.03             | N/A | N/A        | 2001. december 31. |
| Windows 2.10              | N/A                         | 1988. május 27.      | 16         | 2.10                   | N/A | N/A        | 2001. december 31. |
| Windows 2.11              | N/A                         | 1989. március 13.    | 16         | 2.11                   | N/A | N/A        | 2001. december 31. |
| Windows 3.0               | N/A                         | 1990. május 22.      | 16         | 3.0a, 3.00             | - Windows 3.0a - Windows 3.0 with Multimedia Extensions | N/A        | 2001. december 31. |
| Windows 3.1               | Janus                       | 1992. április 6.     | 16         | 3.10                   | - Windows 3.1 | 103        | 2001. december 31. |
| Windows 3.1               | Winball, Sparta             | 1992. október 27.    | 16         | 3.10                   | - Windows for Workgroups 3.1 | 102        | 2001. december 31. |
| Windows NT 3.1            | Razzle                      | 1993. július 27.     | 32         | NT 3.1                 | - Windows NT 3.1 | 528        | 2000. december 31. |
| Windows 3.11              | N/A                         | 1993. november 8.    | 16         | 3.11                   | - Windows 3.11 |            | 2001. december 31. |
| Windows 3.11              | Snowball                    | 1993. november 8.    | 16         | 3.11                   | - Windows for Workgroups 3.11 | 300        | 2001. december 31. |
| Windows NT 3.5            | Daytona                     | 1994. szeptember 21. | 32         | NT 3.5                 | - Windows NT 3.5 Workstation | 807        | 2001. december 31. |
| Windows NT 3.51           | Daytona                     | 1995. május 30.      | 32         | NT 3.51                | - Windows NT 3.51 Workstation | 1057       | 2001. december 31. |
| Windows 95                | Chicago                     | 1995. augusztus 24.  | 16, 32     | 4.00                   | - Windows 95 | 950        | 2001. december 31. |
| Windows NT 4.0            | Shell Update Release, Cairo | 1996. augusztus 24.  | 32         | NT 4.0                 | - Windows NT 4.0 Workstation | 1381       | 2004. június 30.   |
| Windows 98                | Memphis                     | 1998. június 25.     | 16, 32     | 4.10                   | - Windows 98 | 1998       | 2006. július 11.   |
| Windows 98 Second Edition | N/A                         | 1999. május 05.      | 16, 32     | 4.10                   | - Windows 98 Second Edition | 2222A      | 2006. július 11.   |
| Windows 2000              | Windows NT 5.0              | 2000. február 17.    | 32         | NT 5.0                 | - Windows 2000 Professional | 2195       | 2010. július 13.   |
| Windows Me                | Millennium                  | 2000. szeptember 14. | 16, 32     | 4.90                   | - Windows Me | 3000       | 2006. július 11.   |
| Windows XP                | Whistler                    | 2001. október 25.    | 32, 64*    | NT 5.1                 | - Windows XP Starter Edition - Windows XP Home - Windows XP Professional - Windows XP 64-bit*                                                                                              | 2600       | 2014. április 8.   |
| Windows XP                | Freestyle                   | 2002. október 29.    | 32, 64*    | NT 5.1                 | - Windows XP Media Center Edition | 2600       | 2014. április 8.   |
| Windows XP                | Harmony                     | 2003.szeptember 30.  | 32, 64*    | NT 5.1                 | - Windows XP Media Center Edition 2004 | 2600       | 2014. április 8.   |
| Windows XP                | Symphony                    | 2004. október 12.    | 32, 64*    | NT 5.1                 | - Windows XP Media Center Edition 2005 | 2600       | 2014. április 8.   |
| Windows XP                | Anvil                       | 2005. április 25.    | 32, 64*    | NT 5.2                 | - Windows XP Professional x64 Edition* | 3790       | 2014. április 8.   |
| Windows XP                | Emerald                     | 2005. október 14.    | 32, 64*    | NT 5.2                 | - Windows XP Media Center Edition 2005 Update Rollup 2 | 2715       | 2014. április 8.   |
| Windows Vista             | Longhorn                    | 2007. január 30.     | 32, 64     | NT 6.0                 | - Windows Vista Starter - Windows Vista Home Basic - Windows Vista Home Premium - Windows Vista Business - Windows Vista Enterprise - Windows Vista Ultimate                               | 6002       | 2017. április 11.  |
| Windows 7                 | Vienna                      | 2009. október 22.    | 32, 64     | NT 6.1                 | - Windows 7 Starter - Windows 7 Home Basic - Windows 7 Home Premium - Windows 7 Professional - Windows 7 Enterprise - Windows 7 Ultimate                                                   | 7601       | 2020. január 14.   |
| Windows 8                 | Midori                      | 2012. október 26.    | 32, 64     | NT 6.2                 | - Windows 8 Core - Windows 8 Pro - Windows 8 Enterprise - Windows RT | 9200       | 2016. január 12.   |
| Windows 8.1               | Windows Blue                | 2013. október 17.    | 32, 64     | NT 6.3                 | - Windows 8.1 - Windows 8.1 Pro - Windows 8.1 Enterprise - Windows RT 8.1 | 9600       | 2023. január 10.   |
| Windows 8.1               | Windows Blue                | 2014. május 23.      | 32, 64     | NT 6.3                 | - Windows 8.1 with Bing | 9600       | 2023. január 10.   |
| Windows 10 1507 verzió    | Threshold 1                 | 2015. július 29.     | 32, 64     | NT 10.0                | - Windows 10 Home - Windows 10 Pro - Windows 10 Education - Windows 10 Enterprise - Windows 10 Pro for Workstations - Windows 10 Pro Education - Windows 10 S - Windows 10 Enterprise LTSC | 10240      | 2025. október 14.  |
| Windows 10 1511 verzió    | Threshold 2                 | 2015. november 10.   | 32, 64     | NT 10.0                | - Windows 10 Home - Windows 10 Pro - Windows 10 Education - Windows 10 Enterprise - Windows 10 Pro for Workstations - Windows 10 Pro Education - Windows 10 S - Windows 10 Enterprise LTSC | 10586      | 2025. október 14.  |
| Windows 10 1607 verzió    | Redstone 1                  | 2016. augusztus 2.   | 32, 64     | NT 10.0                | - Windows 10 Home - Windows 10 Pro - Windows 10 Education - Windows 10 Enterprise - Windows 10 Pro for Workstations - Windows 10 Pro Education - Windows 10 S - Windows 10 Enterprise LTSC | 14393      | 2025. október 14.  |
| Windows 10 1703 verzió    | Redstone 2                  | 2017. április 11.    | 32, 64     | NT 10.0                | - Windows 10 Home - Windows 10 Pro - Windows 10 Education - Windows 10 Enterprise - Windows 10 Pro for Workstations - Windows 10 Pro Education - Windows 10 S - Windows 10 Enterprise LTSC | 15063      | 2025. október 14.  |
| Windows 10 1709 verzió    | Redstone 3                  | 2017. október 17.    | 32, 64     | NT 10.0                | - Windows 10 Home - Windows 10 Pro - Windows 10 Education - Windows 10 Enterprise - Windows 10 Pro for Workstations - Windows 10 Pro Education - Windows 10 S - Windows 10 Enterprise LTSC | 16299      | 2025. október 14.  |
| Windows 10 1803 verzió    | Redstone 4                  | 2018. április 30.    | 32, 64     | NT 10.0                | - Windows 10 Home - Windows 10 Pro - Windows 10 Education - Windows 10 Enterprise - Windows 10 Pro for Workstations - Windows 10 Pro Education - Windows 10 S - Windows 10 Enterprise LTSC | 17134      | 2025. október 14.  |
| Windows 10 1809 verzió    | Redstone 5                  | 2018. november 13.   | 32, 64     | NT 10.0                | - Windows 10 Home - Windows 10 Pro - Windows 10 Education - Windows 10 Enterprise - Windows 10 Pro for Workstations - Windows 10 Pro Education - Windows 10 S - Windows 10 Enterprise LTSC | 17763      | 2025. október 14.  |
| Windows 10 1903 verzió    | Titanium                    | 2019. május 21.      | 32, 64     | NT 10.0                | - Windows 10 Home - Windows 10 Pro - Windows 10 Education - Windows 10 Enterprise - Windows 10 Pro for Workstations - Windows 10 Pro Education - Windows 10 S - Windows 10 Enterprise LTSC | 18362      | 2025. október 14.  |
| Windows 10 1909 verzió    | Vanadium                    | 2019. november 12.   | 32, 64     | NT 10.0                | - Windows 10 Home - Windows 10 Pro - Windows 10 Education - Windows 10 Enterprise - Windows 10 Pro for Workstations - Windows 10 Pro Education - Windows 10 S - Windows 10 Enterprise LTSC | 18363      | 2025. október 14.  |
| Windows 10 2004 verzió    | Vibranium                   | 2020. május 27.      | 32, 64     | NT 10.0                | - Windows 10 Home - Windows 10 Pro - Windows 10 Education - Windows 10 Enterprise - Windows 10 Pro for Workstations - Windows 10 Pro Education - Windows 10 S - Windows 10 Enterprise LTSC | 19041      | 2025. október 14.  |
| Windows 10 20H2 verzió    | Vibranium                   | 2020. október 20.    | 32, 64     | NT 10.0                | - Windows 10 Home - Windows 10 Pro - Windows 10 Education - Windows 10 Enterprise - Windows 10 Pro for Workstations - Windows 10 Pro Education - Windows 10 S - Windows 10 Enterprise LTSC | 19042      | 2025. október 14.  |
| Windows 10 21H1 verzió    | Vibranium                   | 2021. május 18.      | 32, 64     | NT 10.0                | - Windows 10 Home - Windows 10 Pro - Windows 10 Education - Windows 10 Enterprise - Windows 10 Pro for Workstations - Windows 10 Pro Education - Windows 10 S - Windows 10 Enterprise LTSC | 19043      | 2025. október 14.  |
| Windows 10 21H2 verzió    | Vibranium                   | 2021. november 16.   | 32, 64     | NT 10.0                | - Windows 10 Home - Windows 10 Pro - Windows 10 Education - Windows 10 Enterprise - Windows 10 Pro for Workstations - Windows 10 Pro Education - Windows 10 S - Windows 10 Enterprise LTSC | 19044      | 2025. október 14.  |
| Windows 11 21H2 verzió    | Sun Valley                  | 2021. október 4.     | 64         | NT 10.0                | - Windows 11 Home - Windows 11 Pro - Windows 11 Pro for Workstations - Windows 11 Pro Education                                                                                            | 22000      | 2023. október 10.  |
| Windows 11 21H2 verzió    | Sun Valley                  | 2021. október 4.     | 64         | NT 10.0                | - Windows 11 Education - Windows 11 Enterprise - Windows 11 IoT | 22000      | 2024. október 8.   |

## Mobil, Palm, Pocket PC, Okostelefon verziók
| Windows neve                         | Kiadás dátuma        | Kódnév                         | Verziószám / build |
| ------------------------------------ | -------------------- | ------------------------------ | ------------------ |
| Windows CE 1.0                       | 1996. november 16.   | Pegasus                        | CE 1.0             |
| Windows CE 1.01                      | 1997. június 25.     |                                | CE 1.01            |
| Windows CE 2.0                       | 1997. október 13.    | Mercury                        | CE 2.0             |
| Windows CE 2.01                      | 1998. január 8.      | Gryphon, Apollo                | CE 2.01            |
| Windows CE 2.10                      | 1998. március 1.     | Alder EP                       | CE 2.1             |
| Windows CE 2.11                      | 1998. július 1.      | Birch                          | CE 2.11            |
| Windows CE 2.12                      | 1999. szeptember 28. | Birch SP2                      | CE 2.11.9015       |
| Windows CE for Automotive 2.0 (Beta) | 2000. január 6.      |                                | CE 2.0             |
| Windows CE 3.0                       | 2000. április 19.    | Cedar                          | CE 3.0             |
| Pocket PC 2000                       | 2000. április 19.    | Rapier                         | CE 3.0             |
| Windows CE 3.0 Core Add-on Pack      | 2000. szeptember 25. |                                |                    |
| Pocket PC 2002 Phone Edition (Beta)  | 2001. február 22.    |                                | CE 3.0             |
| Windows CE 4.0 (Beta)                | 2001. február 22.    | Talisker                       | CE 4.0             |
| Pocket PC 2002                       | 2001. október 4.     | Merlin                         | CE 3.0             |
| Windows CE .NET                      | 2002. január 7.      | Talisker                       | CE 4.0             |
| Pocket PC 2002 Phone Edition         | 2002. február 19.    |                                | CE 3.0             |
| Windows CE for Automotive 3.5        | 2002. április 22.    |                                | CE 3.5             |
| Windows CE 4.1 .NET Core             | 2002. június 30.     | Jameson                        | CE 4.1             |
| Windows Powered Smartphone 2002      | 2002. október 22.    |                                | CE 3.0             |
| Windows CE 4.2 .NET Core             | 2003. április 23.    | McKendric                      | CE 4.2             |
| Windows Mobile 2003                  | 2003. június 23.     | Ozone                          | CE 4.2             |
| Portable Media Center (Beta)         | 2004. március 18.    | Windows CE speciális változata |                    |
| Windows Mobile 2003 SE               | 2004. március 24.    | Ozone update                   | CE 4.21            |
| Windows CE 5.0                       | 2004. július 9.      | Macallan                       | CE 5.0             |
| Windows Mobile 5                     | 2005. május 10.      | Magneto                        | CE 5.0             |
| Windows CE 6.0 (Beta)                | 2006. május 8.       | Yamazaki                       |                    |
| Windows Mobile 6 (Beta)              | 2006. augusztus.     | Photon                         |                    |
| Windows CE 6.0                       | 2006. szeptember 15. | Yamazaki                       | CE 6.0             |
| Windows Mobile 6                     | 2007. február 12.    | Photon                         | CE 6.0             |
| Windows Mobile 6.1                   | 2008. április 1.     |                                | CE 6.1             |
| Windows Mobile 6.5 (Béta)            | 2009. február 16.    |                                |                    |
| Windows Mobile 6.5                   | 2009. október 6.     | CE 6.5                         |                    |
| Windows Phone 7                      | 2010. október 11.    | Mango                          | CE 7.0             |
| Windows Phone 7.5                    | 2011. szeptember 27. | Mango                          | CE 7.5             |
| Windows Phone 7.8                    | 2013. március 13.    | Mango                          | 7.10.8862.144      |
| Windows Phone 8                      | 2012. október 29.    | Apollo                         | 8.0.10532.166      |
| Windows Phone 8.1                    | 2014. április 14.    | Windows Phone Blue             | 8.10.15116.125     |
| Windows Phone 8.1 Update             | 2014. augusztus 5.   |                                |                    |
| Windows Phone 8.1 Update 2           | 2015. június 2.      |                                |                    |
| Windows 10 Mobile                    | 2016. március 17.    | Threshold                      | 1511               |

## Szerver verziók
| Név                                                                                                   | Kiadás dátuma        | Verzió szám | Kiadás | Build szám      | Támogatás vége     |
| --- | -------------------- | ----------- | --- | --------------- | ------------------ |
| Windows NT 3.1                                                                                        | 1993. július 27.     | NT 3.1      | - Windows NT 3.1 | 528             | 2000. december 31. |
| Windows NT 3.5                                                                                        | 1994. szeptember 20. | NT 3.5      | - Windows NT 3.5 Server | 807             | 2001. december 31. |
| Windows NT 3.51                                                                                       | 1995. május 29.      | NT 3.51     | - Windows NT 3.51 Server | 1057            | 2001. december 31. |
| Windows NT 4.0                                                                                        | 1996. július 29.     | NT 4.0      | - Windows NT 4.0 Server - Windows NT 4.0 Server Enterprise - Windows NT 4.0 Terminal Server Edition | 1381            | 2004. december 31. |
| Windows 2000                                                                                          | 2000. február 17.    | NT 5.0      | - Windows 2000 Server - Windows 2000 Advanced Server - Windows 2000 Datacenter Server | 2195            | 2010. július 13.   |
| Windows Server 2003                                                                                   | 2003. április 24.    | NT 5.2      | - Windows Small Business Server 2003 - Web - Standard - Enterprise - Datacenter - Windows Storage Server | 3790            | 2015. július 14.   |
| Windows Server 2003 R2                                                                                | 2005. december 6.    | NT 5.2      | - Windows Small Business Server 2003 R2 - Web Edition - Standard Edition - Enterprise Edition - Datacenter Edition - Windows Compute Cluster Server 2003 (CCS) - Windows Storage Server - Windows Home Server                                      | 3790            | 2015. július 14.   |
| Windows Server 2008                                                                                   | 2008. február 27.    | NT 6.0      | - Standard - Enterprise - Datacenter - for Itanium-based Systems - Foundation 2008 - Windows Essential Business Server 2008 - Windows HPC Server 2008 - Windows Small Business Server 2008 - Windows Storage Server 2008 - Windows Web Server 2008 | 6003            | 2020. január 14.   |
| Windows Server 2008 R2                                                                                | 2009. október 22.    | NT 6.1      | - Foundation - Standard - Enterprise - Datacenter - for Itanium-based Systems - Windows Web Server 2008 R2 - Windows Storage Server 2008 R2 - Windows HPC Server 2008 R2 - Windows Small Business Server 2011 - Windows Home Server 2011           | 7601            | 2020. január 14.   |
| Windows Server 2012                                                                                   | 2012. szeptember 4.  | NT 6.2      | - Windows Server Foundation - Windows Server Essentials - Windows Server Standard - Windows Server Datacenter | 9200            | 2023. október 10.  |
| Windows Server 2012 R2                                                                                | 2013. október 17.    | NT 6.3      | - Windows Server Foundation - Windows Server Essentials - Windows Server Standard - Windows Server Datacenter | 9600            | 2023. október 10.  |
| Windows Server 2016                                                                                   | 2016. október 12.    | 1607        | - Windows Server Essentials - Windows Server Standard - Windows Server Datacenter | 14393           | 2027.január 11.    |
| Windows Server, version 1709                                                                          |                      | 1709        | - Windows Server Standard - Windows Server Datacenter | 16299           | 2019. április 9.   |
| Windows Server, version 1803                                                                          |                      | 1803        | - Windows Server Standard - Windows Server Datacenter |                 | 2019. november 12. |
| Windows Server, version 1809                                                                          | 2018. november 13.   | 1809        | - Windows Server Standard - Windows Server Datacenter |                 |                    |
| Windows Server 2019 - Windows Server Essentials - Windows Server Standard - Windows Server Datacenter | 2018. november 13.   | 1809        | 17763 | 2029. január 9. |                    |
| Windows Server, version 1903                                                                          | 2019. május 21.      | 1903        | - Windows Server Standard - Windows Server Datacenter | 18362           | 2020. december 8.  |
| Windows Server, version 1909                                                                          | 2019. november 12.   | 1909        | - Windows Server Standard - Windows Server Datacenter | 18363           | 2021. május 11.    |
| Windows Server, version 2004                                                                          | 2020. június 26.     | 2004        | - Windows Server Standard - Windows Server Datacenter | 19041           | 2021. december 14. |
| Windows Server, version 20H2                                                                          | 2020. október 20.    | 20H2        | - Windows Server Standard - Windows Server Datacenter | 19042           | 2022. május 10.    |
| Windows Server 2022                                                                                   | 2021. augusztus 18.  | 21H2        | - Windows Server Essentials - Windows Server Standard - Windows Server Datacenter | 20348           | 2031. október 14.  |